# Couflens
Couflens – miejscowość i gmina we Francji, w regionie Oksytania, w departamencie Ariège.
Według danych na rok 1990 gminę zamieszkiwało 70 osób, a gęstość zaludnienia wynosiła 1 osób/km² (wśród 3020 gmin regionu Midi-Pireneje Couflens plasuje się na 993. miejscu pod względem liczby ludności, natomiast pod względem powierzchni na miejscu 49.).